# Kadovar
Đảo Kadovar là một hòn đảo núi lửa, tọa lạc ở phía Bắc Papua New Guinea.

## Địa lý
Kadovar là một phần của quần đảo Schouten, cách 25 km về phía Bắc cửa sông Sepik. Làng Gewai gần vành miệng núi lửa. Không có hồ sơ nào ghi chép về của vụ phun trào trong lịch sử và các hoạt động núi lửa gần đây nhất là một số hiện tượng tăng nhiệt cao trong năm 1976.